# Ишикава Гоемон
Ишикава Гоемон (јап. 石川 五右衛門; 1558 — 8. октобра 1594) био је легендарни јапански одметник. Познат је по томе што је крао злато и драгоцености од богатих људи и давао сиромашнима.

## Биографија
Постоје многе верзије његовог живота. У једној од њих се наводи како је рођен 1558. у породици самураја у служби моћног клана Мијоши у провинци Ига у Јапану. Године 1573. његов отац Ишикава Акаши је убијен од стране Ашикага шогуната. Заклео се да ће га осветити и кренуо је на обуку да постане нинџа. Тада је узео име Момочи Танба.
Неки други извори говоре како је његово име било Горокизу и да је организовао банду која је пљачкала богате људе и делила злато и драгоцености сиромашнима. Постоји неколико записа у којима се говори како је погубљен 1594. тако што су га живог скували у великом котлу испред главне капије будистичког храма Нанзен-ји у Кјоту.